# 美しすぎる議員
『美しすぎる議員』（うつくしすぎるぎいん、英称：Too Beautiful to be a Politician）は、2019年3月16日公開の日本映画。五藤利弘監督作品の14作目となる。

## 概要
取手市議会議場をはじめとして、茨城県取手市の全面的協力を得て撮影が行われた。なお、作中では関東地方の架空の市である「ゆめみ野市」が舞台となっている。

## キャッチコピー
- 真実はどこに

## ストーリー
元タレントから女性議員となった彼女を追うドキュメンタリースタッフの姿を描いた作品。

## キャスト
- 田中愛：川村ゆきえ
- 村上一朗：青柳尊哉

## スタッフ
- 監督：五藤利弘
- 脚本：五藤利弘
- エグゼクティブプロデューサー：岡田政和
- プロデューサー：伍藤斗吾
- 協力プロデューサー：城之内景子、 小林良二
- 撮影監督：藍河兼一
- 音楽：松本龍之介
- 主題歌：秀吉
- 録音：吉方淳二
- ヘアメイク：岩橋奈津子
- 制作担当：谷口昭仁
- 助監督：森山茂雄